# Masía Can Camps

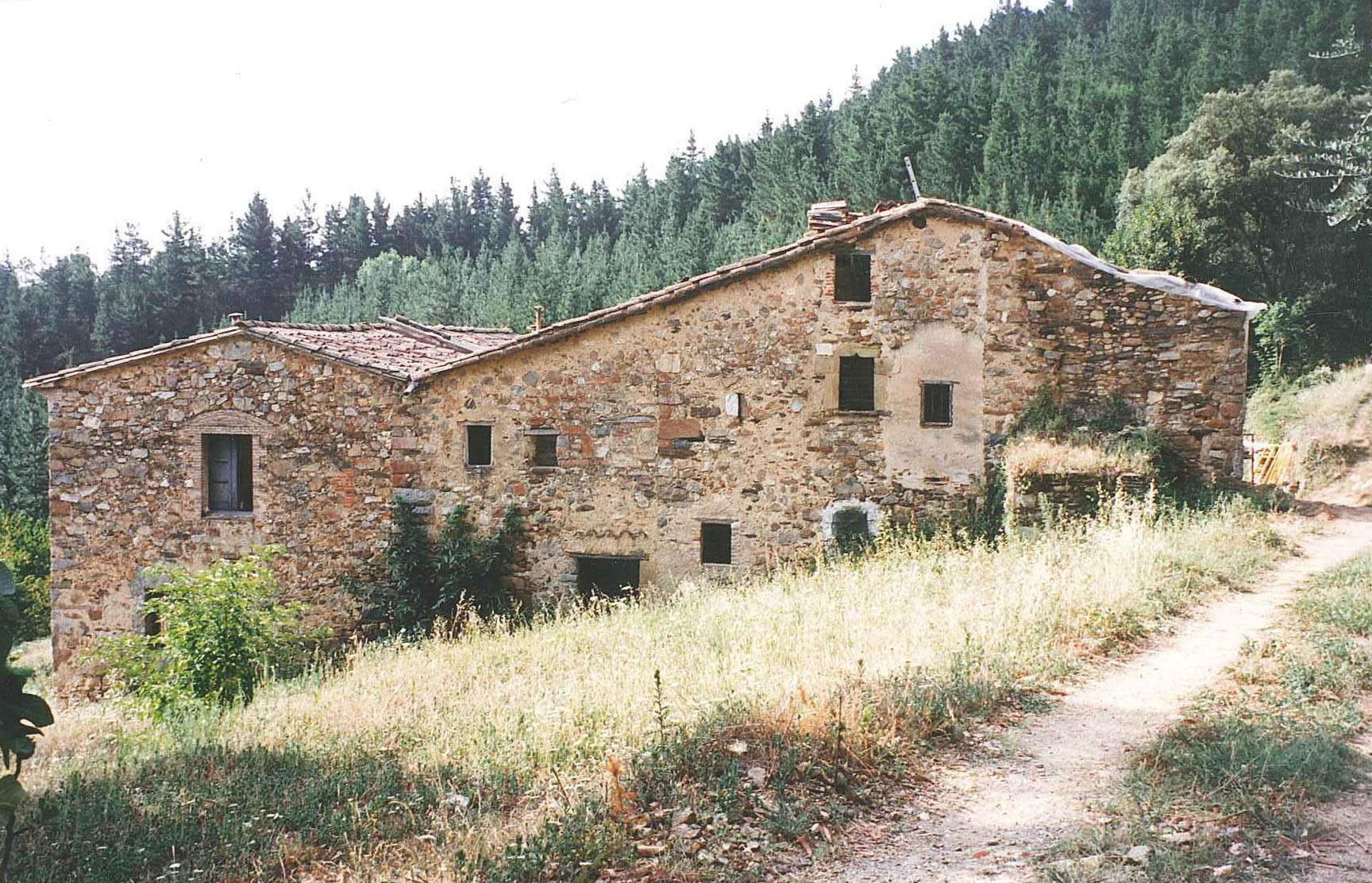
Fachada norte antes de las reformas de los años 80'

Can Camps es una histórica masía agrícola ubicada en la vecindad de las masies de Sant Amanç, dentro del término municipal de la vila de Anglés (comarca de la Selva, Gerona).

## Situación
De las diferentes masías pertenecientes a la vecindad de las Masies de Sant Amanç (Can Comarodona, Can Murtra, Can Migdiada, Can Manyans, entre otras), Can Camps es la que se sitúa más arriba en la vertiente este de la sierra de Santa Bárbara, a 345 metros sobre el nivel del mar. Está enclavada dentro de lo que se conoce como (valga la redundancia) los Campos de Can Camps, entre la torrentera de Can Murtra, al sur y la riera de Sant Amanç al norte.
El vecindario de las Masies de Sant Amanç, que abraza las últimas estribaciones de las Guilleries, se sitúa al sud del término municipal de la villa de Anglés. Comprende una serie de masías dispersas, la mayor parte de ellas deshabitadas.

## Historia
La primera referencia que se hace de esta masía data del fogatge (recuento de fuegos o hogares) de 1497, en el cual se la vincula al apellido del entonces propietario, adquiriendo así el topónimo de Can Camps. En el fogatge de 1553, la masía ya aparece con el mencionado nombre. El capbreu de 1558 la menciona como Antiga Camps. Se comenta que esta finca está relacionada con la familia de Serrallonga, pero son tantas las masías de las Guilleries a las que se sles supone tener relación de sangre con el bandolero que poca credibilidad se le puede dar a esta información.
Siendo esta una masía agraria sin importancia estratégica ni señorial, su pista es difusa a lo largo de la historia. Desgraciadamente, el Registro de la Propiedad de Santa Coloma de Farnés sufrió una inundación y se perdieron todos los apuntes anteriores a la segunda mitad del siglo XIX. La entrada más antigua que consta en el historial de la finca es la posesión, aún, por un miembro de la familia Camps, Ignasi Camps (1877). La finca quedaría aún dos generaciones más en manos de la familia hasta que fue heredada por las nietas del mencionado Ignasi, dos de las cuales vendieron su parte a un tal Joan Corbera. Aun así, hacía tiempo que los propietarios no vivían en la masía; la gestión de la misma estaba en manos de los masovers (colonos o caseros que se ocupavan del mantenimiento y gestión agraria), y el propietario sólo iba a pasar las temporadas estivales.
La siguiente constancia que se tiene es su adquisición (al igual que gran parte de las tierras del término municipal de Anglés y de los términos vecinos, incluyendo la vecina masía de Can Manyans) por parte de Ramón Esteba, industrial, quién la dejó en herencia, a su hijo Josep Esteba, propietario de Indústries Esteba d'Anglés, especializadas en la fabricación de palillos. Antes de la muerte de este último, la propiedad (junto con una veintena de fincas más de la sierra) pasó en herencia en vida a su hijo Ramón, quién a inicios del siglo XXI pasó la finca a sus actuales propietarios.

## Arquitectura
Una rápida ojeada a la finca permite ver como esta ha sido construida por fases, en concreto tres. La primera fase, que se supone la inicial del siglo XV (o incluso XIV) sería la que queda más al oeste y protegida por la montaña. En este primer momento, la casa sólo tenía una vertiente. Las siguientes ampliaciones (establecidas sobre el siglo XVII) la hicieron crecer en simetría, dotándola de dos vertientes. Dado que la casa está construida sobre un terreno inclinado, las ampliaciones de esta segunda fase hicieron que, bajo la planta y piso principales, se creara un sótano de baja altura donde se procedió a guardar los rebaños. En la parte más oriental de la casa, sobre el mencionado sótano, se estableció la era. La ampliación del siglo XIX acabó por cubrir esta era para hacer un apartamento independiente (dos habitaciones, baño, cocina y comedor) para albergar al propietario de la masía, sin que este se tuviera que "rebajar" a vivir con los masovers en sus estancias veraniegas. El resultado final de las diferentes ampliaciones es una finca de distribución interior curiosa, cosa que no se intuye externamente por su planta rectangular. Otro resultado de este crecimiento por fases es la existencia de tres entradas en la fachada principal, dos de las cuales (las más antiguas), establecidas a través de arcos de medio punto. En la fachada sur no puede faltar el típico reloj de sol, presente en toda masía catalana.
Las expectativas de uso residencial de los propietarios del siglo XX hicieron iniciar una reforma que quedó inconclusa. A causa de esta, la parte del siglo XV fue demolida y parte del tejado levantado. Estos hechos, sumados a las inclemencias del tiempo, a ser las paredes hechas de piedra y adobe y el robo a inicios del siglo XXI del arco y ventada de la entrada central, han sometido a la masía a su estado de ruina actual. en esta reforma también se perdió el pajar anejo que se situaba delante de la fachada principal, del que sólo quedan los cimientos.
Esta masía está catalogada como patrimonio arquitectónico por parte de la Generalidad de Cataluña.

## Uso y estado actual
Su valor arquitectónico e histórico motivaron su inclusión en el catálogo del Pla de Masies i Cases Rurals d'Anglès en el 2005 a pesar de su estado. Los campos han perdido su cultivo y han dejado paso a plantaciones de pino de Monterrey para la creación de madera y papel. Entre los pinos y las zarzas aún se pueden descubrir los antiguos olivos, almendros, cerezos, castaños y albaricoqueros. Por su situación e historia, la masia de Can Camps es hito de referencia para las rutas (pedestres y en BTT) de la zona, como por ejemplo la ruta de las Masies de Sant Amanç (sendero local).
A pesar de su estado de aparente calma y decadencia, la masía está viviendo importantes cambios que auguran su reinserción en la actividad humana de la sierra de Santa Bárbara.